# إيزابيل ياكوبو
إيزابيل ياكوبو (بالفرنسية: Isabelle Yacoubou)‏ مواليد 21 أبريل 1986 في بنين، هي لاعبة كرة سلة فرنسية/بنينية. تم اختيارها من قبل فريق أتلانتا دريم خلال الدرافت. مثلت منتخب بلادها. شاركت في دورة الألعاب الأولمبية الصيفية سنة 2012.

## سجل المنافسة
شاركت في المنافسات التالية:
- الألعاب الأولمبية الصيفية 2012
- الألعاب الأولمبية الصيفية 2016

## الميداليات
| الميدالية | المسابقة                       |
| --------- | ------------------------------ |
| فضية      | الألعاب الأولمبية الصيفية 2012 |

## روابط خارجية
- إيزابيل ياكوبو على موقع الاتحاد الدولي لألعاب القوى (الإنجليزية)
- إيزابيل ياكوبو على موقع الاتحاد الدولي لكرة السلة (الإنجليزية)
- إيزابيل ياكوبو على موقع كرة السلة الأوروبية.كوم (الإنجليزية)
- إيزابيل ياكوبو على موقع بروبوليرز (الإنجليزية)
- إيزابيل ياكوبو على موقع سبورتس رفرنس (الإنجليزية)
- إيزابيل ياكوبو على موقع اللجنة الأولمبية الدولية (الإنجليزية)
- إيزابيل ياكوبو على موقع أوليمبيديا (الإنجليزية)
- إيزابيل ياكوبو على موقع اللجنة الأولمبية الفرنسية (مؤرشف) (الفرنسية)